# Copa dos Pirenéus
A Copa dos Pirenéus foi uma competição de futebol celebrada entre 1910 e 1914, em que participaram os clubes profissionais das regiões limítrofes com os Pirenéus: Catalunha, País Basco, Languedoc, Sul-Pirenéus e Aquitânia. Foi uma das primeiras competições internacionais existentes na Europa. A fase final do torneio era disputada cada ano em uma sede diferente. O grande vencedor da competição foi o FC Barcelona, que venceu as quatro primeiras edições. A quinta e última edição disputa foi conquistada pelo Espanya, clube também proveniente da cidade de Barcelona. A competição deixou de ser disputada depois da sua quinta edição, devido ao começo da Primeira Guerra Mundial.

## Campeões
| Ano           | Sede      | Campeão   | Placar | Vice-campeão    | 3º Lugar          | 4º Lugar         |
| ------------- | --------- | --------- | ------ | --------------- | ----------------- | ---------------- |
| 1910 Detalhes | Guipúzcoa | Barcelona | 2 - 1  | Real Sociedad   | Olympique Cettois | Stade Toulousain |
| 1911 Detalhes | Toulouse  | Barcelona | 4 - 2  | Gars Bordeaux   | Olympique Cettois | Stade Toulousain |
| 1912 Detalhes | Toulouse  | Barcelona | 5 - 3  | Stade Bordelais | Sporting Nîmois   | Real Sociedad    |
| 1913 Detalhes | Barcelona | Barcelona | 7 - 2  | Simiot Bordeaux | Olympique Cettois | Espanyol         |
| 1914 Detalhes | Barcelona | Espanya   | 3 - 1  | Simiot Bordeaux | Barcelona         | Albigeoise       |

## Títulos por Equipe
| Equipe            | Títulos                    | Vice           | Semifinalistas       |
| ----------------- | -------------------------- | -------------- | -------------------- |
| Barcelona         | 4 (1910, 1911, 1912, 1913) | 0              | 1 (1914)             |
| Espanya           | 1 (1914)                   | 0              | 0                    |
| Simiot Bordeaux   | 0                          | 2 (1913, 1914) | 0                    |
| Real Sociedad     | 0                          | 1 (1910)       | 1 (1912)             |
| Stade Bordelais   | 0                          | 1 (1912)       | 0                    |
| Gars Bordeaux     | 0                          | 1 (1911)       | 0                    |
| Olympique Cettois | 0                          | 0              | 3 (1910, 1911, 1913) |
| Stade Toulousain  | 0                          | 0              | 2 (1911, 1912)       |
| Nîmois            | 0                          | 0              | 1 (1912)             |
| Espanyol          | 0                          | 0              | 1 (1913)             |
| Albigeoise        | 0                          | 0              | 1 (1914)             |

## Títulos por região
| Região     | Títulos | Vices |
| ---------- | ------- | ----- |
| Catalunha  | 5       | 0     |
| Aquitânia  | 0       | 4     |
| País Basco | 0       | 1     |

## Participações
| Equipes             | 1910 | 1911 | 1912 | 1913 | 1914 |
| ------------------- | ---- | ---- | ---- | ---- | ---- |
| Albigeoise          | -    | -    | -    | -    | 4°   |
| Barcelona           | 1°   | 1°   | 1°   | 1°   | 3°   |
| Casual              | -    | -    | -    | 6°   | -    |
| Espanya             | -    | -    | -    | 7°   | 1°   |
| Espanyol            | -    | -    | 5°   | 4°   | -    |
| Gars Bordeaux       | -    | 2°   | -    | -    | -    |
| Olympique Cettois   | 3°   | 3°   | 9°   | 3°   | -    |
| Olympique Marseille | -    | -    | 7°   | -    | -    |
| Sabadell            | -    | -    | -    | -    | 7°   |
| Real Sociedad       | 2°   | -    | 4°   | -    | -    |
| Simiot Bordeaux     | -    | -    | 8°   | 2°   | 2°   |
| Sporting Nîmois     | 5°   | -    | 3°   | -    | -    |
| Stade Bordelais     | -    | -    | 2°   | -    | -    |
| Stade Toulousain    | 4°   | 4°   | 6°   | 5°   | 6°   |
| SC Toulousain       | 6°   | -    | -    | -    | -    |
| Universitari        | -    | -    | -    | -    | 5°   |

## Maiores Goleadas
| 17 de abril de 1910 Pirenéus 1910 | Stade Toulousain | 0 - 8 | Real Sociedad                                 | San Sebastián                             |  |
|                                   |                  |       | Lacort , · Goitisolo , · Simmons · MacGuinnes | Estádio: Estadio Ondarreta Árbitro: Nandy |  |

| 30 de março de 1913 Pirenéus 1913 | Barcelona                         | 7 - 0 | Casual | Barcelona                          |  |
|                                   | Steel , · Allack , · Apolinario , |       |        | Estádio: Camp del Carrer Indústria |  |

| 8 de junho de 1913 Pirenéus 1913 | Barcelona                                                                        | 7 - 2 | Simiot Bordeaux | Barcelona                          |  |
|                                  | Paulino Alcántara , · José Berdié , · Romà Ferns · Frank Allack · Alfred Massana |       | ,               | Estádio: Camp del Carrer Indústria |  |

| 15 de março de 1914 Pirenéus 1914 | Barcelona                                              | 5 - 0 | Sabadell | Barcelona                                             |  |
|                                   | Percival Wallace , · Gabriel Bau , · Paulino Alcántara |       |          | Estádio: Camp del Carrer Indústria Árbitro: Greenwell |  |

| 21 de abril de 1912 Pirenéus 1912 | Nîmois                                   | 6 - 2 | Olympique de Marseille | Nimes                         |  |
|                                   | Coustou · Prévost · Tixador · Giless · , |       | ,                      | Estádio: Nimes Árbitro: Nandy |  |